# PZB

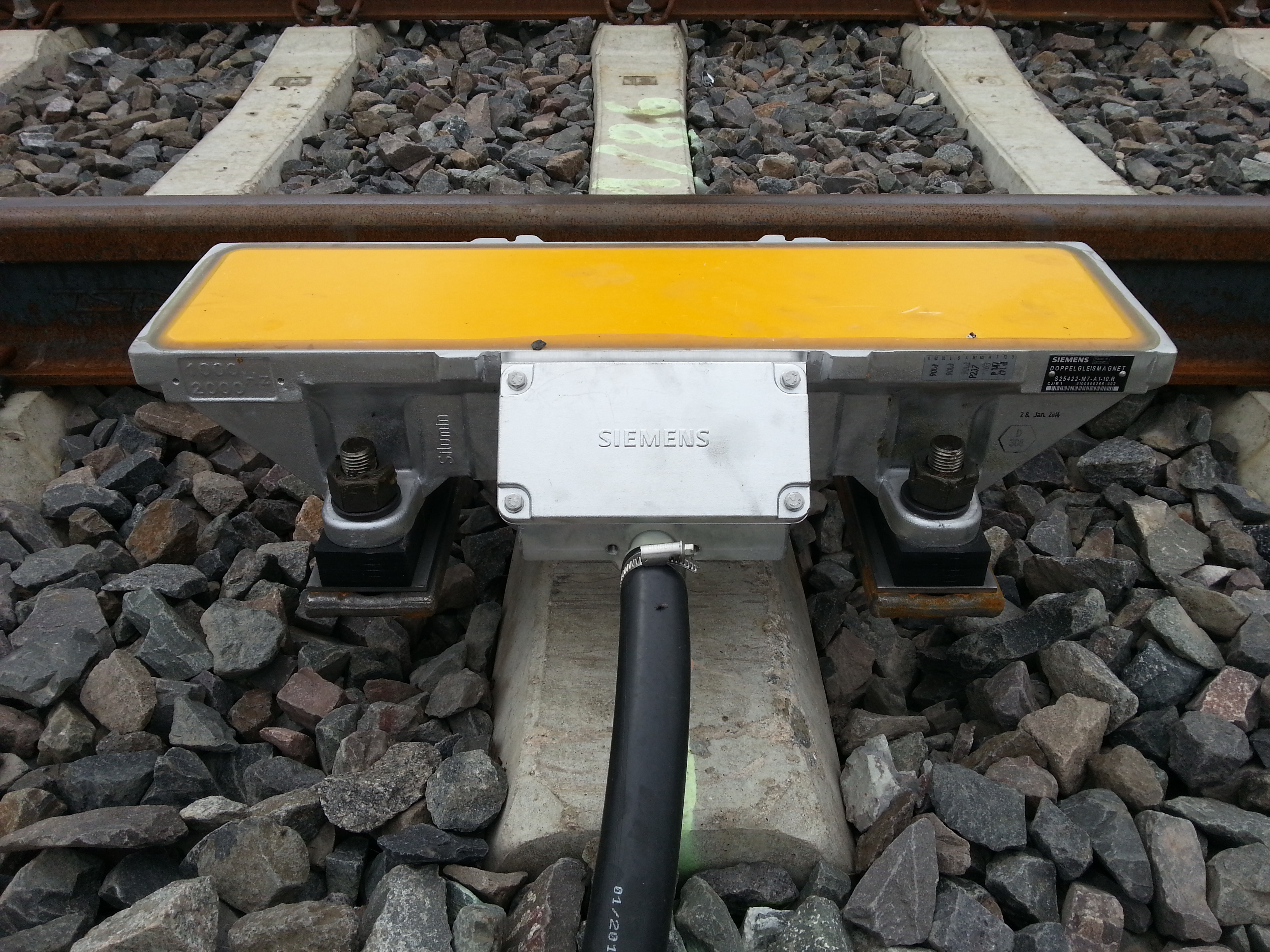
Modern stílusú PZB egy sínen

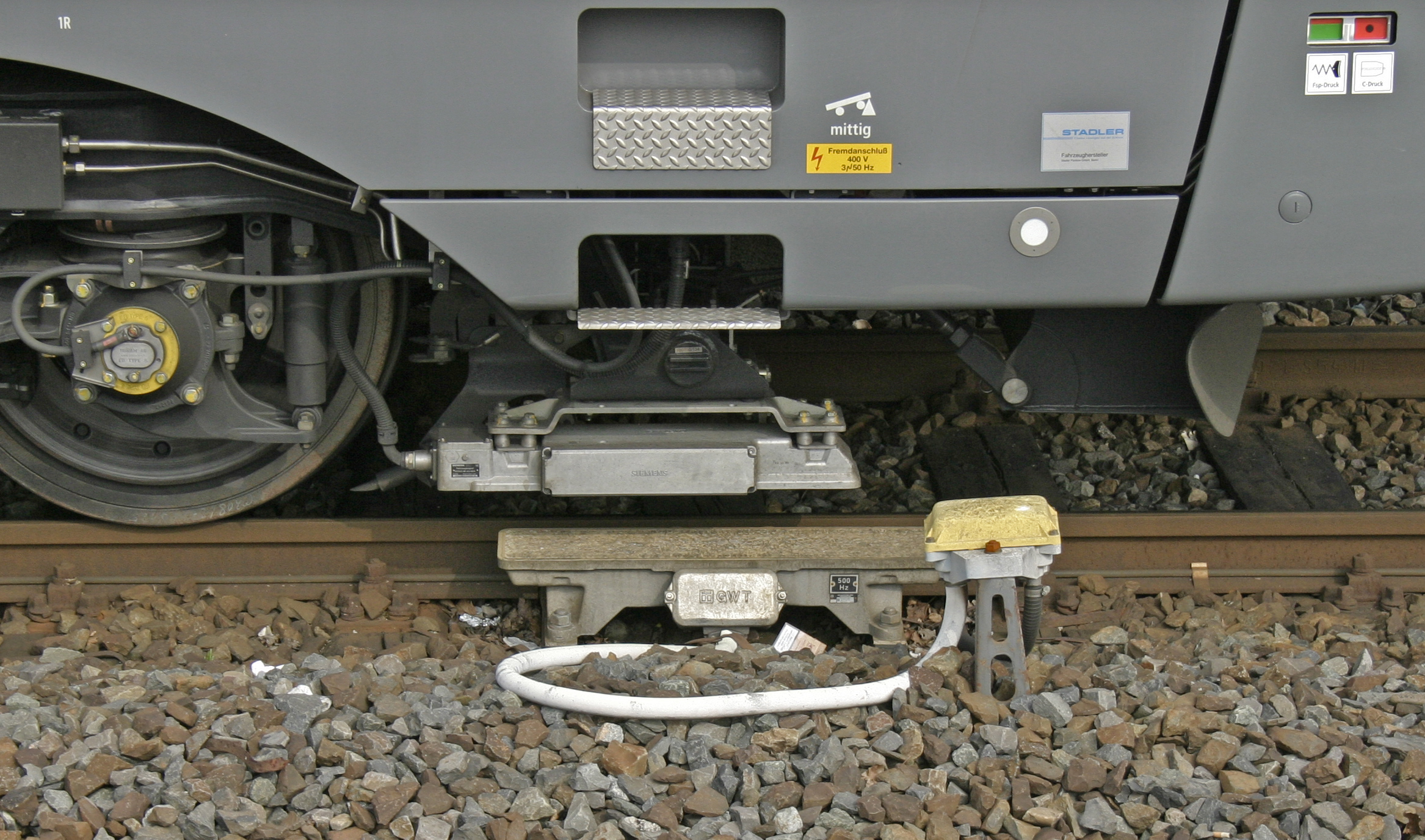
Pálya menti rezonátor (lent) és a vonaton lévő generátor (fent)

A PZB egy pontszerű vonatbefolyásoló berendezés, aminek lényege,hogy a befolyásolás és monitorozás nem folyamatosan, hanem létrehozott pontokon következik be.
A PZB tulajdonképpen a vonaton lévő generátorból és a sínen lévő rezonátorból áll.
A rezonátornak mindig van egy frekvenciája (500, 1000, vagy 2000 Hz).
A mágnesek a jelzőtől függő üzemmódban működhetnek, lehetnek aktiváló és kikapcsoló mágnesek bizonyos sebességellenőrző pontokon, de léteznek állandóan aktív mágnesek is.
Az 1000 Hz-es rezonátor valamennyi sebességcsökkentő jelzés mellett található.
AZ 500 Hz-es rezonátor "Megállj" állású jelző előtt (min. 150 m) vagy csonkavágány ütközőbakja előtt található.
A 2000 Hz-es rezonátor a "Megállj" állású jelző mellé került telepítésre.
A vonatvédő rendszert Németországban, Ausztriában, Szlovéniában, Horvátországban, Romániában és Izraelben használják. Két vonalon Magyarországon, egy vonalon Kanadában és az Egyesült Királyságban is.

## A használatban
A PZB bizonyos mágnesek fogadása után ellenőrzi a jármű sebességét, valamint kikalkulál egy adott fékezési görbét. Viszont a kisebb megfékezettségű vonatok ezt nem tudnák tartani, ezért a vonatokat fékszázalékuktól függően három módba sorolják. Erre azért van szükség, mert a rosszabb megfékezettségű szerelvények, kisebb lassulásuk következtében nagyobb távolságon állnak meg, így ezen vonatok sebességét csökkenteni kell, hogy a következő jelzőig biztosan meg tudjanak állni
. A 65-ös fékszázalékon, vagy alatta közlekedő szerelvényeket alsó (Untere), a 66 - 110 %-os szerelvényeket középső (Mittlere), a nagy (111- ) fékszázalékosokat felső (Obere) módba soroljuk. A felső módban közlekedő szerelvények maximális monitorozási sebessége (mindenféle befolyásolás nélkül) 165 km/h, a középsőben közlekedőké 125 km/h, az alsóban haladóké pedig 105 km/h.

## Történet
A mágneses indukcióval végzett kísérletek a vonatvédelmi rendszerekben 1908-ra nyúlnak vissza. A korai prototípusok mindegyike pályamenti áramellátást igényelt, ami az akkoriban elterjedt mechanikus biztosítóberendezéseken nem állt rendelkezésre. Párhuzamosan folytak vizsgálatok optikai felismerő berendezéssel (Optische Zugsicherung / OPSI); ezt azonban a lencsék szennyeződése és porosodása miatti instabilitás miatt nem fejlesztették tovább.

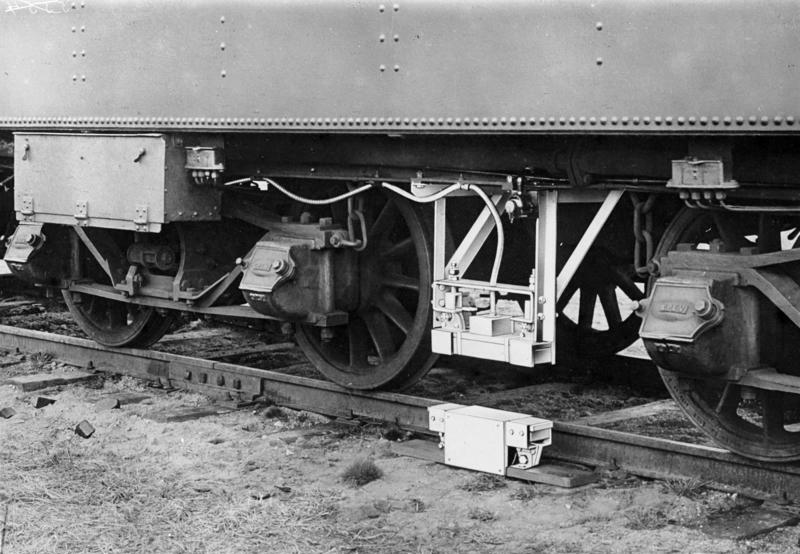
Indusiprototípus egy gőzmozdonyon 1930 májusában

1931-től kezdve a fejlesztés egy induktív vonatvédelmi rendszerre (Indusi) összpontosított, amely nem igényelt villamos energiát. Ezzel párhuzamosan Svájcban 1933-ban kezdték el bevezetni az Integra-Signum rendszert, amely hasonló elképzeléseken alapult. A svájci rendszer nem rezonanciafrekvenciát használt, hanem statikus mágnesezést, amely csak akkor érzékelhető jelként, ha a vonat elég gyorsan halad. Míg a frekvenciaindukciós módszert jobbnak tartották, a német rendszerhez frekvenciagenerátorokat kellett felszerelni a mozdonyra, ami abban az időben, amikor a gőzmozdony volt az uralkodó mozdonytípus, igen megterhelő vállalkozásnak bizonyult. Az Indusi-rendszert 1934-ben kezdték el alkalmazni Németországban, és a rendszer a Német Vámunió idején elterjedt Ausztriában és a történelmi Osztrák-Magyar Monarchia országaiban, amelyek a vasúti közlekedés történetében közös gyökerekkel rendelkeznek Németországgal.

### I 34
Az eredeti Indusi-rendszert 1934-ben vezették be Németországban „induktive Zugsicherung“ néven, az I 34 retrospektív rövidítés. A kezdeti tesztek során csak a későbbi 2000 Hz-es jelnek megfelelő vonatmegállító funkciót használták – 1934 végére már 165 mozdony volt felszerelve Indusi-érzékelőkkel, és 4500 km pályát biztosítottak induktorokkal. A második világháború végére a rendszer már nem volt működőképes állapotban, és 1944-ben hivatalosan kikapcsolták 870 mozdony berendezését és 6700 km pályán lévő Indusi-jelzőket.
1947 folyamán a mozdonyok Indusi-rezonátorai újra üzembe helyezésre kerültek, a szövetségesek által megszállt övezetekben található 1180 km hosszú pályahálózattal együtt.

### I 54
A Deutsche Bundesbahn a modern Indusi-rendszer működésének szabványosítására tett erőfeszítéseket, amelyek 1954-ben az Indusi I 54 specifikációhoz vezettek. Ez egy új frekvenciagenerátort tartalmazott, amely nem igényelt három motort, hanem csak egyetlen tranzisztoros frekvenciagenerátort.

### I 60
Az 1960-as években a kisebb fejlesztések az Indusi I 60 rendszerhez vezettek. Amikor egy 1000 Hz-es induktoron haladt át, a mozdonyvezetőnek négy másodpercen belül nyugtáznia kellett a figyelmeztető jelzést. Ezenkívül egy visszaszámlálót indult el, amely azt ellenőrizte, hogy a vonat egy meghatározott időn belül lelassult-e egy meghatározott sebességre. A mozdony által vontatott vonat típusától függően a rendszer manuálisan átkapcsolható volt három üzemmód között: tehervonat, kis sebességű és nagy sebességű személyvonat. A rendszer minden üzemmódban más-más sebességgörbét számított ki a vonat megengedett legnagyobb sebessége és fékezési jellemzői alapján.
Az eredeti I 60 rendszer számos helyzetben elégtelennek bizonyult, ezért többször is átdolgozták, ami végül a felülvizsgált I 60R szabványhoz vezetett.

### I 60R
Amikor a Deutsche Bundesbahn bevezette a Linienzugbeeinflussung (LZB) rendszert, a mozdonyokat mikroprocesszoros LZB/I 80 vonatbefolyásolási rendszerrel szerelték fel. Ez 1980 óta képes az Indusi-jelek érzékelésére. Az ezzel a rendszerrel szerzett tapasztalatok vezettek az Indusi I 60R rendszer kifejlesztéséhez, amely minden mozdonyban mikroprocesszoros vezérlést igényelt. Az új rendszer ahelyett, hogy bizonyos időpontokban bizonyos sebességeket ellenőrzött volna, folyamatosan ellenőrizte a sebességgörbét az idő függvényében. Ha a vonat gyorsabb volt, mint amit a görbe megengedett, akkor bármikor kényszerfékezést tudott kezdeményezni.

### PZ80
A PZ80 az NDK-beli Geräte- und Reglerwerk Teltow vállalat független fejlesztése. A Deutsche Reichsbahnnak szüksége volt hatékony vonatvédelmi rendszerekre. Függetlenséget akartak szerezni a nyugat-német Siemens gyártó által szállított, műszakilag elavult I 60-tól és az annak megfelelő román I 60 Icret importjától. A PZ80 támogatta az összes Indusi 60 üzemmódot, kiegészítve számos új üzemmóddal, beleértve a 10 km/h-s lépésekben történő sebességszabályozást, a folyamatos fékezési görbéket és a csökkentett üzemmódot. 1990-ben a rendszert fejlesztő Treuhandanstalt eladta azt a Siemensnek, így ez volt az alapja a készülő PZB90 rendszernek.

### PZB90
A PZB90 egy új, az 1990-es évek közepén bevezetett változat. Két baleset miatt új „csökkentett üzemmóddal“ rendelkezik. Mindkét esetben a vonat rendeltetésszerűen megállt egy állomáson, majd annak ellenére is elindult, hogy a jelző továbbra is „megállj“ jelzést mutatott. Amikor a vonat elérte a kijárati jelzőt, a sebessége elegendő volt ahhoz, hogy a 2000 Hz-es induktor által kikényszerített automatikus fékezés ellenére egy másik vonattal ütközzön.
Az új csökkentett üzemmód korlátozza a sebességet miután a vonat megállt, amíg át nem halad a korábban megálljt mutató jelzőn. A vonatok sebességét 45 km/h-ra korlátozzák, ha egy aktív 1000 Hz-es induktor után állnak meg, illetve 25 km/h-ra, ha egy aktív 500 Hz-es induktor után állnak meg.

### 1.6-os szoftver
A PZB90 1.6-os verziójú szoftverfrissítése fontos változásokat hozott a fékezési görbékben: a legtöbb vonattípus esetében a célsebesség csökkent, illetve annak elérésére hosszabb időintervallumot tesz lehetővé. Ez eltér a korábbi Indusi-specifikációtól, melyek minden vonattípushoz ugyanazon rögzített intervallumokkal működik. Az új szoftververzió vonatnemekként eltérő időket használ – például egy O típusú vonatot 23 másodperc után 85 km/h-ra kell lelassítani, ez korábban 95 km/h volt 20 másodperc után. Az új fékezési görbéket kiterjedt szimulációval határozták meg, hogy a biztonság és a hatékonyság közötti jobb kompromisszumot érjenek el, ezzel optimalizálva a vonatok üzemeltetését.
Egy másik változás a riasztási funkciókhoz kapcsolódik; ha a korlátozó üzemmódot egy további 1000 Hz-ces rezonátor meghosszabbítja, akkor az nem aktiválja a vezetőfülke jelzését, ha egy korábbi figyelmeztető jelzést nyugtáztak. Álló helyzetből való induláskor sok korlátozó üzemmódot fel lehetett oldani a „PZB frei“ gombbal, mivel ezek tisztán időalapúak voltak – az 1.6-os verzió óta a tényleges szakaszhossz szabályozza, hogy meddig nem lehet feloldani a PZB korlátozó üzemmódját. Ez néhány változást eredményezett a mozgó 1000 Hz-es induktorokkal rendelkező vasútállomásokon.

### 2.0-ás szoftver
A PZB90 2.0-ás verziójú szoftverfrissítése megváltoztatta a vonatvezérlést néhány szélsőséges eset során – korábban a irányváltót előremenetből hátramenetbe, majd vissza előremenetbe kapcsolva bármilyen korlátozó üzemmódot fel lehetett oldani. A 2.0-ás verziótól kezdve a rendszer nem felejti el a kikényszerített sebességkorlátozást. Egy másik változás annak a hibának a kiküszöbölése, amikor a rendszert a vonat közvetlenül egy induktor felett állította meg, utána kizárólag hibatörléssel lehetett visszanyerni a vonóerő-szabályzást, azonban ez a külső jelzésekből származó összes sebességkorlátozást is megszüntette.

## Fordítás
- Ez a szócikk részben vagy egészben  a   Punktförmige Zugbeeinflussung című angol Wikipédia-szócikk ezen változatának fordításán alapul.  Az eredeti cikk szerkesztőit annak laptörténete sorolja fel. Ez a jelzés csupán a megfogalmazás eredetét és a szerzői jogokat jelzi, nem szolgál a cikkben szereplő információk forrásmegjelöléseként.